# Indywidualne Mistrzostwa Polski w Zapasach 2011

## Mistrzostwa Polski w Zapasach2011

### Kobiety
19. Mistrzostwa Polski – 15–16 kwietnia 2011, Janów Lubelski

### Mężczyźni
- styl wolny

64. Mistrzostwa Polski – 3–4 czerwca 2011, Komorniki
- styl klasyczny

81. Mistrzostwa Polski – 28–29 października 2011, Piotrków Trybunalski

## Medaliści

### Kobiety
| Kategoria: | Złoto:                              | Srebro:                                   | Brąz:                                                              |
| 48 kg      | Anna Łukasiak AZS-AWF Warszawa      | Aleksandra Michałek CSiR Dąbrowa Górnicza | Angelika Dytrych Cement Gryf Chełm Monika Kędrak Cement Gryf Chełm |
| 51 kg      | Julita Omilusik Heros Czarny Bór    | Sylwia Żaboklicka WLKS Siedlce            | Angelika Głąb Cement Gryf Chełm Sara Jezierzańska Dąb Brzeźnica    |
| 55 kg      | Roksana Zasina ZTA Zgierz           | Agata Pietrzyk Suples Kraśnik             | Sylwia Bileńska Unia Racibórz Renata Omilusik Heros Czarny Bór     |
| 59 kg      | Krystyna Guz Cement Gryf Chełm      | Katarzyna Krawczyk Cement Gryf Chełm      | Marzena Michalik Grunwald Poznań Anna Zielińska Sobieski Poznań    |
| 63 kg      | Monika Michalik Orlęta Trzciel      | Paulina Grabowska ZTA Zgierz              | Justyna Ratyńska Dąb Brzeźnica Izabela Strzałka Slavia Ruda Śląska |
| 67 kg      | Malwina Golczak Cement Gryf Chełm   | Angelika Gałązka Grunwald Poznań          | Daria Osocka Agros Żary Klaudia Pilipczuk ZTA Zgierz               |
| 72 kg      | Agniezka Wieszczek Heros Czarny Bór | Anna Wawrzycka Cement Gryf Chełm          | Patrycja Kiecana Agros Zamość Weronika Maleszka Cement Gryf Chełm  |

### Mężczyźni

#### Styl wolny
| Kategoria: | Złoto:                                   | Srebro:                           | Brąz:                                                                        |
| 55 kg      | Adrian Hajduk Slavia Ruda Śląska         | Paweł Ziemba GLKS Osielsko        | Adam Bieńkowski AKS Białogard Grzegorz Łabus Slavia Ruda Śląska              |
| 60 kg      | Krzysztof Bieńkowski AKS Białogard       | Radosław Kisiel Grunwald Poznań   | Marcin Pawlak WKS Górnik Łęczna Robert Rogalewicz Grunwald Poznań            |
| 66 kg      | Adam Blok Grunwald Poznań                | Arkadiusz Szeja Piast Wola        | Paweł Albinowski Mazowsze Teresin Wojciech Sadowski AKS Białogard            |
| 74 kg      | Krystian Brzozowski WKS Górnik Łęczna    | Adam Sobieraj Grunwald Poznań     | Tomasz Rogisz Grunwald Poznań Andrzej Sokalski Slavia Ruda Śląska            |
| 84 kg      | Radosław Marcinkiewicz WKS Górnik Łęczna | Patryk Dublinowski AKS Białogard  | Zbigniew Baranowski AKS Białogard Bartosz Sofiński Grunwald Poznań           |
| 96 kg      | Kamil Skaskiewicz AKS Białogard          | Maciej Hasiec Podlasie Białystok  | Adam Filipczak LKS Ceramik Krotoszyn Kamil Wojciechowski Slavia Ruda Śląska  |
| 120 kg     | Łukasz Dublinowski AKS Białogard         | Adrian Czernicki Mazowsze Teresin | Radosław Dublinowski AKS Białogard Bartłomiej Maciążek CSiR Dąbrowa Górnicza |

#### Styl klasyczny
| Kategoria: | Złoto:                                   | Srebro:                                     | Brąz:                                                                            |
| 55 kg      | Mariusz Łoś Agros Żary                   | Radosław Bierzanowski Cement Gryf Chełm     | Dawid Szkodziński AKS Piotrków Trybunalski Michał Tracz WKS Śląsk Wrocław        |
| 60 kg      | Dawid Kareciński WKS Śląsk Wrocław       | Jakub Serkowski Cartusia Kartuzy            | Dawid Ersetic Unia Racibórz Karol Kośla Olimpijczyk Radom                        |
| 66 kg      | Sylwester Charzewski Zagłębie Wałbrzych  | Tomasz Świerk WKS Śląsk Wrocław             | Przemysław Kraczkowski WKS Śląsk Wrocław Edgar Melkumov AKS Piotrków Trybunalski |
| 74 kg      | Jakub Tim Sobieski Poznań                | Jacek Tomaszewski AKS Piotrków Trybunalski  | Łukasz Fafiński Olimpijczyk Radom Mateusz Wolny Unia Racibórz                    |
| 84 kg      | Michał Jaworski AKS Piotrków Trybunalski | Przemysław Gutlar Granica Gdańsk            | Łukasz Konera AKS Piotrków Trybunalski Tadeusz Michalik Sobieski Poznań          |
| 96 kg      | Marcin Olejniczak Sobieski Poznań        | Radosław Grzybicki AKS Piotrków Trybunalski | Andrzej Deberny AKS Piotrków Trybunalski Damian Fedorowicz Agros Żary            |
| 120 kg     | Kamil Błoński Unia Racibórz              | Mateusz Fafiński AZS-AWF Warszawa           | Mariusz Nikel PTC Pabianice Sławomir Szczepanik AKS Piotrków Trybunalski         |